# Posąg Żubra w Spale
Posąg Żubra w Spale – statua żubra naturalnej wielkości znajdująca się w Spale, która pierwotnie była częścią pomnika stojącego w Zwierzyńcu, upamiętniającego polowanie zorganizowane przez cesarza Aleksandra II w Puszczy Białowieskiej. 

## Historia
Pomnik żubra wzniesiono pierwotnie w Zwierzyńcu koło Białowieży, gdzie w roku 1860 cesarz Aleksander II polował wraz z gośćmi i 

...sam monarcha raczył ubić – i to jednym strzałem – wyjątkowego żubra samca.

 Wydarzenie to upamiętniono, fundując potężny pomnik, który został odlany w Petersburgu w zakładach Ogariewa. Pomnik Żubra, którego projektantem był Mihály Zichy stanął w Zwierzyńcu w 1862.

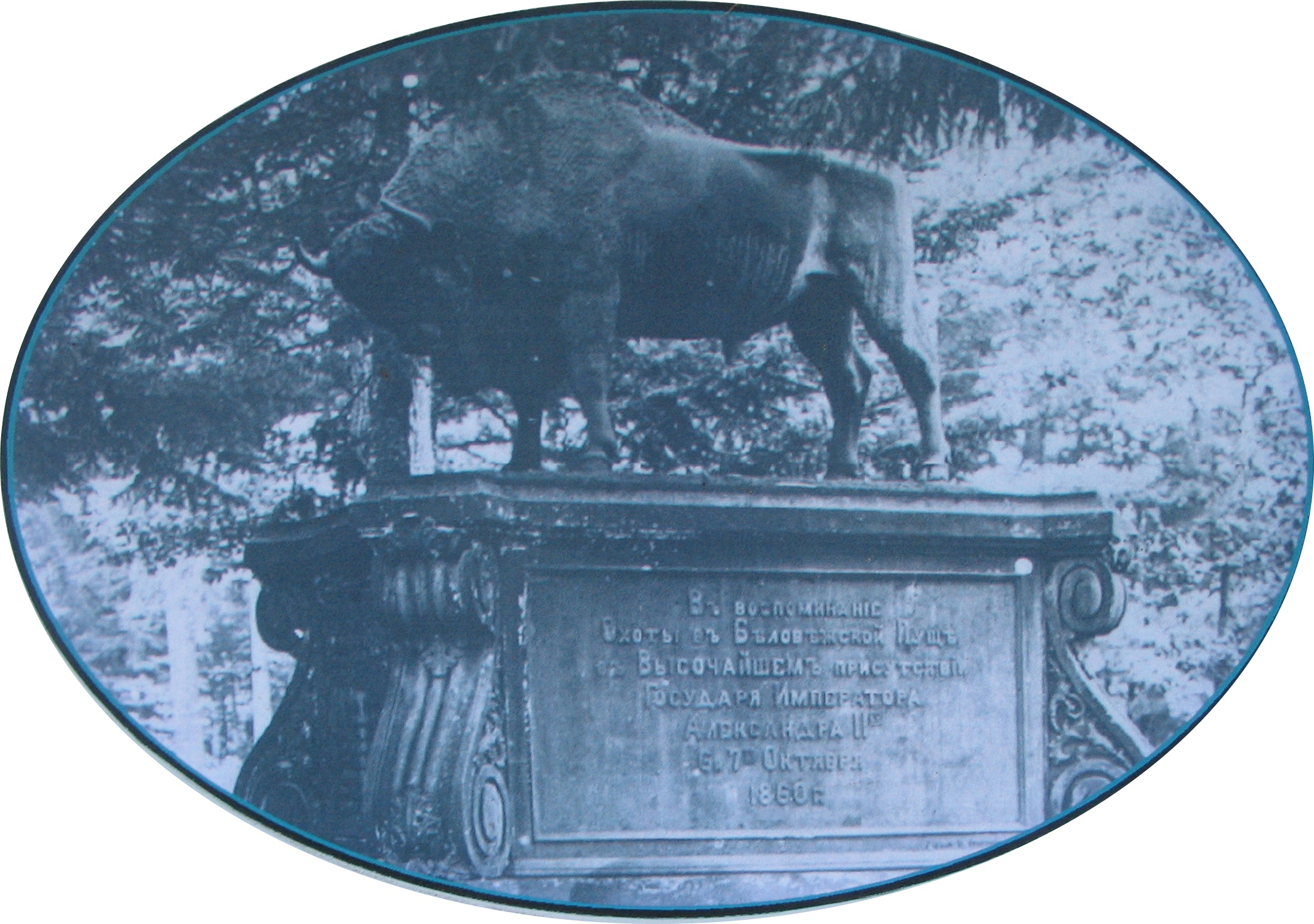
Pomnik żubra z okresu przed I wojną światową stojący w Zwierzyńcu

W czasie I wojny światowej przez Białowieżę przeszedł front. Wycofujący się Rosjanie – z osobistego rozkazu cesarza Mikołaja II – zabrali rzeźbę w głąb Rosji. W 1915 przewieziono posąg do Moskwy. Po wojnie rząd polski wystąpił o jego zwrot. W 1924 posąg żubra trafił do Warszawy i stanął na dziedzińcu Zamku Królewskiego. W 1928 roku prezydent Ignacy Mościcki zadecydował o przeniesieniu rzeźby do Spały, gdzie znajdowała się prezydencka rezydencja myśliwska.  
Siedem lat później potężne zwierzę stało się znakiem graficznym Jubileuszowego Zlotu Harcerstwa Polskiego.  

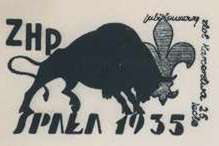
Żubr spalski jako znak graficzny Jubileuszowego Zlotu ZHP w Spale

II wojnę światową posąg żubra przetrwał nienaruszony. Według miejscowej legendy pod koniec wojny Niemcy podjęli decyzję o przewiezieniu rzeźby do Berlina. Z przyczyn logistycznych zrezygnowali z tego przedsięwzięcia. Jeden z oficerów odciął jednak łeb zwierzęcia i w styczniu 1945 próbował wywieźć do Niemiec. Niemiecki oficer został zastrzelony, a głowa żubra powróciła na miejsce.
Od 1981 władze Białowieży bezskutecznie ubiegały się o zwrot rzeźby. W Spale powstało wówczas Towarzystwo Obrony Spalskiego Żubra. Ostatecznie, w 2014, w Zwierzyńcu odsłonięto wierną replikę posągu.